# Chair One
Chair_One è una seduta disegnata da Konstantin Grcic per l’azienda di design Magis.

## Genesi del progetto

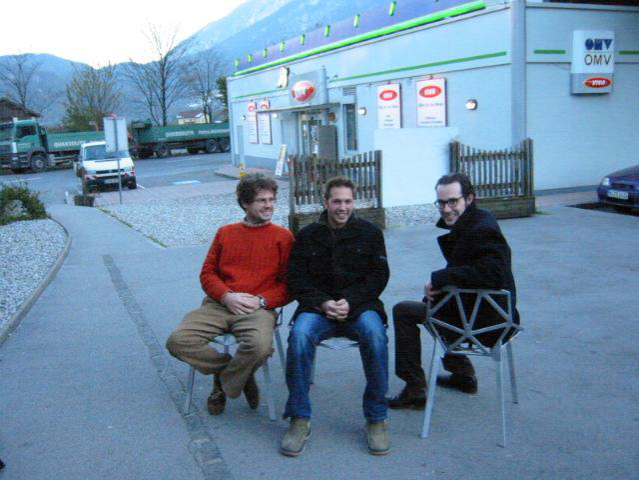
Incontro in autostrada fra il designer tedesco Konstantin Grcic (a destra) e la committenza per visione prototipo di Chair_One.

La necessità di creare una seduta con forti geometria tridimensionale; questa fu alla fine degli anni ’90 la motivazione che spinse l’azienda Magis S.p.A. ad approcciare il designer tedesco Konstantin Grcic già durante il Salone del Mobile di Milano del 1999. 
Per tre anni consecutivi Grcic rifiutò la committenza, in quanto in origine il progetto prevedeva l’utilizzo di  materiale plastico. Nel 2001 il cambio di rotta: Magis propose al designer di progettare per loro una sedia sfruttando le potenzialità della pressofusione dell’alluminio, tecnologia che poteva esprimere al massimo la complessità geometrica ricercata dall’azienda. Grcic, affascinato dalla tecnologia produttiva propostagli, accettò subito l’incarico e diede così inizio ad una fitta corrispondenza con l’azienda, che si trasformò, con il trascorrere degli anni, in una prolifica collaborazione fra le due parti. Gli incontri, in un primo periodo, si svolgevano presso un’area di sosta lungo l’autostrada, a metà fra Motta di Livenza (sede dell’azienda) e Monaco (ubicazione dello studio del designer). Il progetto è stato uno dei primi ad essere sviluppato tramite software di elaborazione 3D e il naming del prodotto deriva proprio da questo elemento digitale: il file che conteneva il progetto nel computer di Konstantin Grcic era nominato Magis1.

## Il prodotto
Una scocca in pressofusione di alluminio formata da tante faccette triangolari forate. Chair_One prende ispirazione da un pallone di calcio; è costruita con una serie di elementi piani uniti l’un l’altro ad angolo per creare una forma tridimensionale. Il progetto è sviluppato grazie alla tecnologia della pressofusione ed alle sue potenzialità che consentono di ottenere complesse geometrie tridimensionali dal metallo (in questo caso dall’alluminio). Il risultato è una sedia in cui i vuoti prendono il sopravvento sul pieno e ne contraddistinguono la qualità estetica.

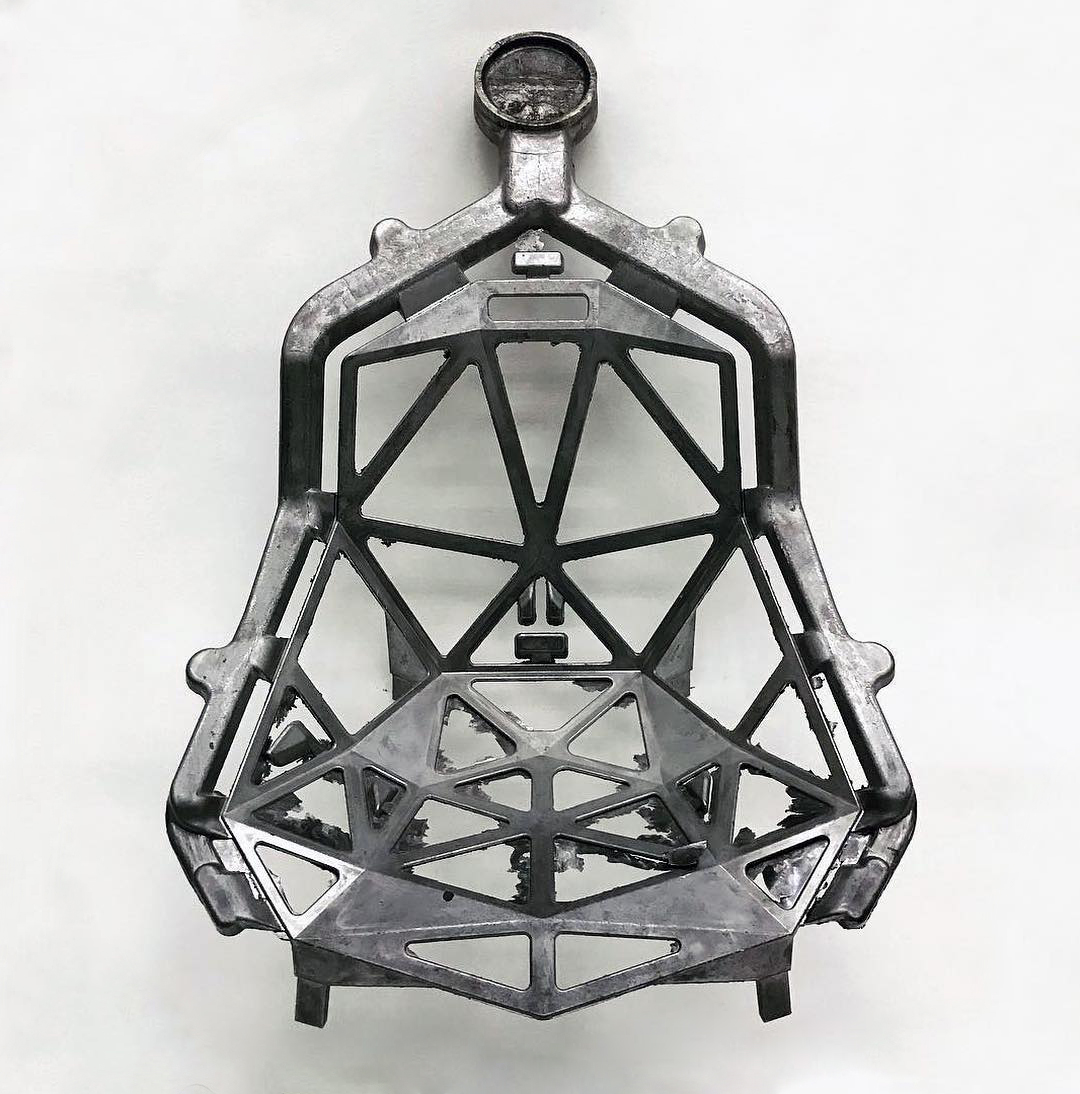
Telaio di Chair One appena estratto dallo stampo per la pressofusione dell'alluminio

## Accoglienza

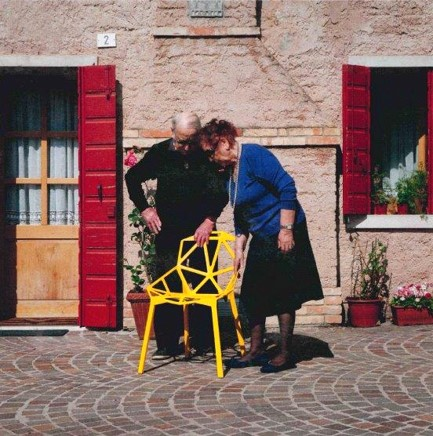
Anziana coppia e Chair_One a Caorle, Veneto, Italia

L’accoglienza di Chair_One durante il Salone del Mobile 2002 fu piuttosto tiepida.
L’estetica della seduta era troppo avveniristica e fuori dai tradizionali schemi del design del momento, al punto tale da creare dibattiti negli appassionati di design. Con il tempo la popolarità della sedia è cresciuta sempre più, sino a diventare un vero e proprio prodotto iconico rappresentativo dell’azienda Magis S.p.A. e del design industriale. Viene spesso citata in molti libri di design ed esposta in vari musei internazionali, fra i quali anche il Vitra Design Museum,l'Indianapolis Museum of Art e The Art Institute of Chicago.